# یوکا ساکورای
یوکا ساکورای (انگلیسی: Yuka Sakurai؛ زادهٔ ۲ سپتامبر ۱۹۷۴) بازیکن والیبال زن اهل ژاپن بود.